# Tuscia y Umbría
La provincia de Tuscia y Umbría (Tuscia et Umbria) fue una división administrativa del Imperio romano utilizada durante su periodo conocido como «Bajo Imperio». Formaba parte de la diócesis de Italia Suburbicaria y a partir de 459 se le conoció como Tuscia suburbicaria.

## Las provincias del Bajo Imperio romano
Durante la tetrarquía de Diocleciano se realizó una profunda reorganización de la Administración imperial en la que uno de los aspectos más destacados fue la creación de un buen número de provincias mediante la división de las existentes. Parece ser que el objetivo final era el aumento del número de gobernadores y la reducción de su ámbito de actuación para que esta se desarrollase más eficazmente.
Las provincias formaban la base de la pirámide administrativa. En niveles superiores se situaban las diócesis (que agrupaban varias provincias), las prefecturas del pretorio (que agrupaban varias diócesis) y finalmente, el Imperio que se dividía en prefecturas.
Las funciones del gobernador abarcaban todos los ámbitos excepto el militar: mantenían la ley y el orden, ejecutaban las órdenes de los ámbitos administrativos superiores, administraban la justicia en primera instancia, recaudaban los impuestos y otros ingresos imperiales o del emperador y estaban al cargo del servicio postal así como del mantenimiento de los edificios públicos.

## Historia
En el caso de Tuscia y Umbría se da la circunstancia de que no fue creada por la división de una provincia mayor sino que surgió mediante la unión de parte de la Regio VI Umbria et Ager Gallicus con la Regio VII Etruria de la Italia romana. Parece ser que, sobre el año 395, se separó de ella una pequeña parte al norte del río Arno y se creó una pequeña provincia con el nombre de Tuscia annonaria. Esta tuvo poca duración y al poco fue añadida a la provincia de Emilia y Liguria.
Al no ser una provincia fronteriza, se vio libre de ataques y pillajes por parte de los pueblos bárbaros hasta el año 406 cuando fue invadida por la horda de Radagaiso. Dentro de su demarcación se libró la batalla decisiva en Fiesole con aplastante victoria de las armas romanas. Apenas tres años después, volvió a ser invadida por los visigodos de Alarico dentro de su segunda invasión de Italia. En esta ocasión sufrió sus pillajes tanto en el año 409, tras el primer asedio de Roma, como en 411 cuando Ataulfo dirigió a los visigodos desde el sur de Italia hasta los pasos Alpinos. La provincia quedó en un estado tan lastimoso que en 412 se le redujeron sus impuestos a la quinta parte durante cinco años y en 418 a la séptima parte.

## Características
Sus límites administrativos eran: Alpes Cottiae y Liguria et Aemilia al norte; Flaminia et Picenum, Picenum Suburbicarium y  Valeria al este;  Campania al sur y el mar Tirreno al oeste. Los geográficos, por su parte, eran el río Arno al norte; las cumbres de los Apeninos al este; el río Tíber al sur y el mar Tirreno al oeste.
Presentaba varias áreas geográficas: la zona costera del Tirreno, la agrícola de la actual Toscana y la montañosa de los Apeninos. Sus principales ciudades eran: Florentia, Arretio, Perusia, Vetulonium, Tarquinii, Falerii, Caere y Volsinii, la capital provincial.
Dentro de la red viaria que discurría por la provincia destacaban dos calzadas que unían Roma con el norte: la Vía Aurelia que discurría por la costa y la Vía Cassia que lo hacía por el interior.